# Yang Senlian
Yang Senlian (chiń. 杨森莲; ur. 1 stycznia 1990) – chińska zapaśniczka w stylu wolnym. Zajęła 18 miejsce w mistrzostwach świata w 2010. Zdobyła cztery medale na mistrzostwach Azji, złoto w 2007, 2010 i 2013. Druga w Pucharze Świata w 2011 i siódma w 2010. Trzecie miejsce na Uniwersyteckich mistrzostwach świata w 2012 roku.